# Rostislav Pljatt
Rostislav Pljatt (Rostov sul Don, 13 dicembre 1908 – Mosca, 30 giugno 1989) è stato un attore sovietico.

## Filmografia parziale

### Attore
- Podkidyš (Подкидыш), regia di Tat'jana Nikolaevna Lukaševič (1939)
- Il cuore dei quattro, regia di Konstantin Judin (1941)
- Ženich s togo sveta (1958)
- Soveršenno ser'ёzno (1961)
- Delovye ljudi (1962)
- Idu na grozu, regia di Sergej Mikaeljan (1965)

## Premi
- Eroe del lavoro socialista
- Artista onorato della RSFSR
- Artista popolare della RSFSR
- Artista del popolo dell'Unione Sovietica
- Premio di Stato dell'Unione Sovietica
- Ordine di Lenin
- Ordine della Rivoluzione d'ottobre
- Ordine della Bandiera rossa del lavoro
- Ordine dell'Amicizia tra i popoli
- Ordine del distintivo d'onore